# Judith (opera)
Judith är en opera (Opéra-sérieux) i tre akter av Arthur Honegger med text av René Morax efter Judits bok, en av böckerna i Tillägg till Gamla Testamentet.

## Historia

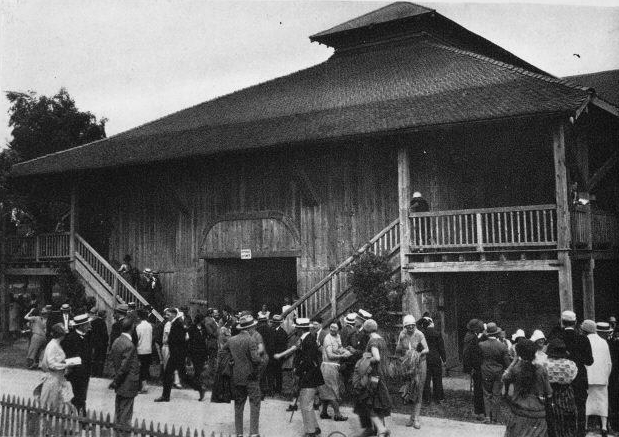
Théâtre du Jorat i Mézières 1921.

Honegger knyter an till den bibliska tanken om ett själv uppfyllande skeende där människans handlingar överskrider hennes egna gränser och den gudomliga kraften manifesterar sig genom henne. Förutom titelrollen gäller detta också folkets parti. Verkets musikaliska centrum utgörs av de imponerande körpartierna, som är skälet till att den här versionen av berättelsen om Judith kallas "ortatorieopera".
Operan återberättar inte den historia som skildras i Bibeln, utan försöker ta itu med frågan om hur en människa kan vinna och bevara sin inre styrka trots överväldigande motstånd. Holopherne framstår både som en rent konkret gestalt och som en metafor för våldet.
Operans första version hade premiär den 11 juni 1925 på Théâtre du Jorat i Mézières, andra versionen den 13 februari 1926 på Opéra i Monte Carlo.

## Personer
- Judith/Judit, israeliska (mezzosopran)
- Hennes tjänarinna (sopran)
- Holopherne/Holofernes, en assyrisk fältherre (baryton)
- Bagoas, hans tjänare (bas
- Ozias, ståthållare för den judiska fästningen Betulia (baryton)
- Vakten (tenor)
- Soldaten (tenor)
- Tre röster (sopran, tenor, baryton)
- Slavinnan (dansös)
- Kvinnor, folk och soldater i Betulia, assyriska härförare, soldater, präster (kör)
- Folk, soldater (talkör)

## Handling
Betulia belägras av en övermäktig assyrisk här under ledning av Holopherne. Folket i Betulia är redo att kapitulera, men hoppas fortfarande på ett gudomligt under. Då beslutar sig israeliskan Judith för att bege sig till fiendens härläger, förvissad om att Gud skall visa henne vägen till räddningen. Efter många svårigheter lyckas hon till sist döda den druckne, sovande Holopherne i sömnen. Hon hyllas som folkets räddare och alla stämmer gemensamt upp en lovsång till den allsmäktige.